# Canmore
Canmore é um município canadense da província de Alberta. Está localizado ao leste do famoso Parque Nacional de Banff. Tem uma população permanente de 11.442 habitantes (censo municipal de 2005), e um total de 15.232 habitantes (inclusos os não permanentes). Está localizado ao norte de Kananaskis Country e a 110 km ao oeste de Calgary.
A cidade fica a 1.447m de altitude no vale onde se passa o Rio Bow. Fica a 150Km de Calgary, a cidade mais populosa da provincia de Alberta.
Canmore tem invernos frios e raramente dias rigorosos onde a temperatura pode chegar á -25 °C.